# Rudy Simone

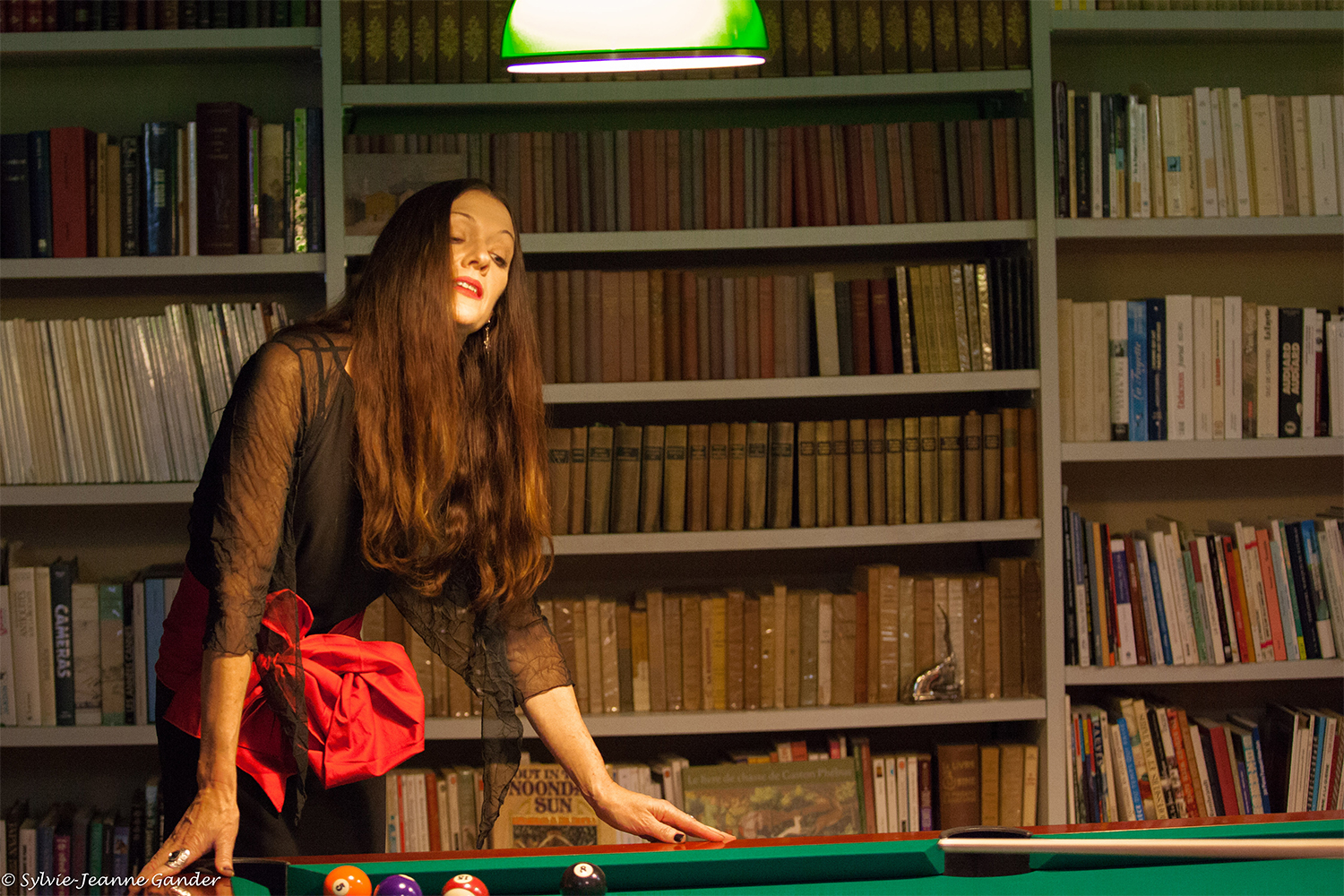
Rudy Simone

Rudy Simone é uma autora americana de livros de não-ficção sobre a Síndrome de Asperger, da qual ela é portadora.

## Entrevistas e Aparições
Ela foi entrevistada pelo jornal The New York Times, pela revista TIME e pela TV Australian Broadcasting Corporation.
Rudy lecionou em conferências de autismo e Asperger na Grã-Bretanha.

## Livros publicados
Seus livros foram traduzidos para vários idiomas.
- 22 Things a Woman Must Know if She loves a Man with Asperger's Syndrome (Jessica Kingsley Publishers, 2009) ISBN 978-1-84905-803-2
- 22 Things A Woman with Asperger's Wants her Partner to Know (Jessica Kingsley Publisher, 2012) ISBN 978-1-84905-883-4
- Asperger's on the Job Must-have Advice for People with Asperger's or High Functioning Autism, and their Employers, Educators, and Advocates (Future Horizons Publishing, 2010) ISBN 1935274090
- Aspergirls: Empowering Females with Asperger's Syndrome (Jessica Kingsley Publishers, 2010) ISBN 978-1-84905-826-1
- Orsath, uma fantasia épica (2013)
- The A-Z of ASDs: Aunt Aspie’s Guide to Life (Jessica Kingsley Publishers, 2016)
- Sex and the Single Aspie (Jessica Kingsley, 2018) sob o pseudônimo Artemisia ISBN 978-1-78592-530-6

Ela também escreveu os prefácios de Asperger's in Pink e The Aspie Teen Survival Guide.

## Auto-Diagnóstico

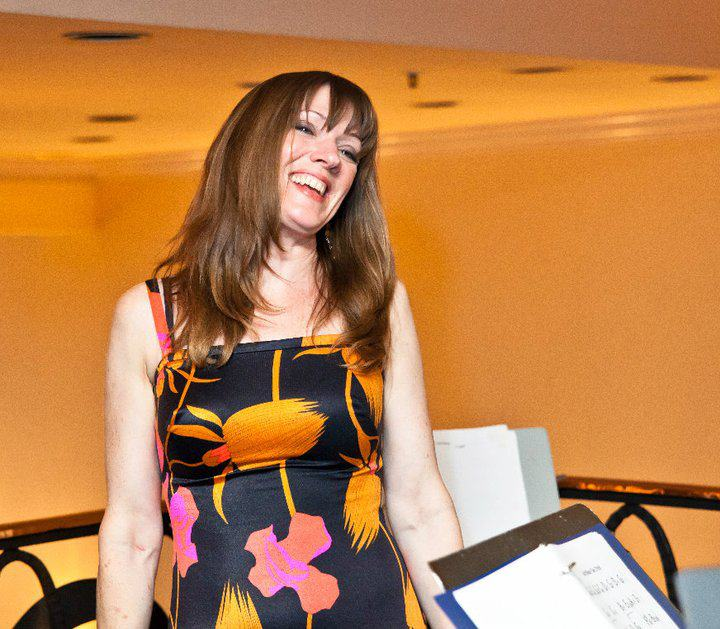
Simone em 2012

Em 2011, Simone disse à revista Time que ela inicialmente se auto-diagnosticou com Asperger depois de não conseguir encontrar um médico a 500 milhas de onde ela morava e que acreditaria nela.
Em um blog de Dezembro de 2014, Simone escreveu que entre a escrita e o tratamento, bem como mudanças na dieta, seus sintomas haviam diminuído ao ponto de não se sentir mais qualificada como uma Asperger. No entanto, ela concluiu posteriormente que continua sendo uma Asperger, e mais recentemente tem trabalhado na França para reformar o tratamento de pessoas com autismo por lá.
Em 12 de Agosto de 2016, ela deu uma entrevista no site Everyday Aspie, onde explicou que seu autodiagnóstico não foi oficialmente confirmado e não sentiu necessidade de ser avaliada.
Ela mudou seu nome em 2017 e agora publica sob o pseudônimo Artemisia.

## Prêmios
Aspergirls ganhou um Prêmio de Ouro do Independent Publishers Group em 2011, e Asperger's on the Job ganhou menção honrosa no Prêmio de Livro do Ano da revista ForeWord.

## Ligações Externas
- Official music website: Rudy Simone
- Autism/Asperger website: Rudy Simone
- International Aspergirl® Society